# 桐华
桐华（1980年10月18日—），本名任海燕，女，旅美言情小说作家，中国作家协会会员。网络连载时曾用笔名“张小三”，毕业于北京大学。2005年从中国达到美国，创作第一部小说《步步惊心》在晋江文学城网站连载，2006年正式出版。

## 简介
桐华早年毕业于北京大学，畢業後在深圳中國銀行從事金融分析工作，後赴美國加利福尼亞州攻讀財經類專業碩士，现在與丈夫定居于美国紐約。2005年开始发表作品，她曾坦言自己的写作生涯受到文学巨匠列夫·托尔斯泰的影响最大。

## 作品
| 类型 | 首次发表      | 出版时间       | 书名                                            | 简介                     | 備註                        |
| 小说 | 2005年        | 2006年         | 步步惊心                                        | 清朝穿越题材奇幻言情小说 | 改編成電視劇/廣播劇/話劇    |
| 小说 | 2006年        | 2007年         | 大漠谣（「大汉情缘」三部曲之一）                | 西漢言情小說             | 改編成電視劇-風中奇緣       |
| 小说 |               | 2007年9月      | 云中歌（「大汉情缘」三部曲之二）                | 西漢言情小說             | 改編成電視劇-大漢情緣雲中歌 |
| 小说 |               | 2008年12月     | 被时光掩埋的秘密（又名《最美的时光》）          | 都市言情小说             | 改編成電視劇-最美的時光     |
| 小说 |               | 2010年1月      | 那些回不去的年少时光                            | 成长言情小说             |                             |
| 小说 |               | 2011年5月      | 曾许诺（「山经海纪」《曾许诺》系列之一）        | 浪漫神话小说             | 改編成電視劇-上古情歌       |
| 小说 |               | 2011年5月      | 曾许诺·殇（「山经海纪」《曾许诺》系列之二 ）    | 浪漫神话小说             | 改編成電視劇-上古情歌       |
| 小说 |               | 2013年2月      | 長相思（「山经海纪」《长相思》系列之一）        | 浪漫神话小说             | 改編成電視劇-长相思         |
| 小说 |               | 2013年6月      | 長相思·诉衷情（「山经海纪」《长相思》系列之二） | 浪漫神话小说             | 改編成電視劇-长相思         |
| 小说 |               | 2013年8月      | 長相思·思無涯（「山经海纪」《长相思》系列之三） | 浪漫神话小说             | 改編成電視劇-长相思         |
| 小说 |               | 2014年10月30日 | 半暖時光                                        | 长篇小说、都市言情       |                             |
| 小说 |               | 2015年5月      | 那片星空 那片海                                 | 长篇小说、都市言情       | 改編成電視劇-那片星空那片海 |
| 小说 | 2016年12月1日 | 2017年3月      | 散落星河的記憶1：迷失                           | 长篇小说,科幻言情        |                             |
| 小说 |               | 待定           | 解忧曲（「大汉情缘」三部曲之三）                | 西漢言情小說             |                             |

## 改编

### 电视剧
| 年份   | 制作公司                  | 电视剧                             | 其他訊息  |
| ------ | ------------------------- | ---------------------------------- | --------- |
| 2011年 | 唐人影视                  | 步步惊心                           | 原著      |
| 2013年 | 梦幻星生园影视            | 最美的时光（被时光掩埋的秘密）     | 原著      |
| 2014年 | 梦幻星生园影视/华杰工作室 | 金玉良缘                           | 劇本策劃  |
| 2014年 | 唐人影视                  | 风中奇缘（大漠谣）                 | 原著      |
| 2015年 | 梦幻星生园影视            | 抓住彩虹的男人                     | 编剧/监制 |
| 2015年 | 梦幻星生园影视            | 偏偏喜欢你                         | 编剧/监制 |
| 2015年 | 于正工作室                | 大汉情缘之云中歌                   | 原著      |
| 2016年 | 梦幻星生园影视            | 煮妇神探                           | 编剧/监制 |
| 2016年 | SBS株式會社               | 月之戀人－步步驚心：麗（步步惊心） | 原著      |
| 2016年 | 梦幻星生园影视            | 放弃我，抓紧我                     | 编剧/监制 |
| 2017年 | 梦幻星生园影视            | 那片星空那片海(第一季)             | 原著      |
| 2017年 | 华策影视、克顿传媒        | 上古情歌（曾许诺）                 | 原著      |
| 2017年 | 梦幻星生园影视            | 那片星空那片海(第二季)             | 原著      |
| 2021年 | 优酷                      | 半暖时光                           | 原著      |
| 2022年 | 浙江星蓮影視文化有限公司  | 長相思 (電視劇)                    | 編劇      |

### 话剧
| 年份   | 制作公司                                               | 话剧     | 其他信息                      |
| ------ | ------------------------------------------------------ | -------- | ----------------------------- |
| 2012年 | 上海话剧艺术中心 北京完全娱乐有限公司 文化中国传播集团 | 步步惊心 | 于2012年2月14日在艺海剧院首演 |

### 广播剧
| 年份   | 制作公司         | 话剧     | 其他信息             |
| ------ | ---------------- | -------- | -------------------- |
| 2012年 | 斐然卓声广播剧社 | 步步惊心 | 于2011年剧组正式建立 |

### 戏曲
| 年份   | 制作公司     | 名字     | 其他信息                           |
| ------ | ------------ | -------- | ---------------------------------- |
| 2013年 | 小百花越剧团 | 步步惊心 | 越剧，2013年10月5日至7日在上海首演 |

## 争议
桐华小说《大漠谣》因内容涉及违背历史，引发争议。桐华本人在回应质疑时，曾说霍去病有百分之八十五的可能性，未如历史记载死于公元前117年，而是活到了之后。由《大漠谣》改编的电视剧在向国家新闻出版广电总局备案获批之前，于2012年3月开机，却在拍摄已近完成时，因不符合主流价值、违背历史等问题而未被获批。该剧经历了一次补拍、一次更换播出平台、两次送审、三次更名后，最终以《风中奇缘》之名在2014年10月登陆湖南卫视，且对《大漠谣》原著的剧情、人名进行了全面删改，不再出现霍去病、汉武帝、卫青等历史人物，汉朝与匈奴的对峙背景也被虚化。